# Зоряное (Днепровский район)
Зоряное (укр. Зоряне, до 2024 года — Перше Травня) — село, Любимовский сельский совет, Днепровский район,
Днепропетровская область, Украина.
Код КОАТУУ — 1221484002. Население по переписи 2024 года составляло 328 человек.

## Географическое положение
Село Зоряное находится на левом берегу реки Днепр, выше по течению на расстоянии в 4,5 км расположено село Любимовка, ниже по течению на расстоянии в 3 км расположено село Диброва (Синельниковский район), на противоположном берегу — село Волосское.
К селу примыкают массивы садовых участков.

## Экономика
- Молочно-товарная ферма.